# Scotch whisky
Scotch whisky (prescurtat Scotch) este o băutură alcoolică, whisky de malț din grâne produs în Scoția. Prin patentarea băuturii sub această denumire s-a dorit ca băutura să fie asociată cu această regiune britanică. Prima mențiune scrisă a scotch-ului datează din secolul al XV-lea.